# Альбрехт IV
Альбрехт IV (нім. Albrecht IV; 19 вересня 1377, Відень — 14 вересня 1404, Клостернойбург) — герцог Австрійський з 29 серпня до 22 листопада 1395 правив одноосібно, з 22 листопада 1395 спільно з Вільгельмом Дружнім, герцогом Штирії. Представник Альбертинської лінії династії Габсбургів.

## Коротка Біографія
Альбрехт IV був єдиним сином австрійського герцога Альбрехта III й Беатриси Гогенцоллерн. Після смерті батька 29 серпня 1395 року Альбрехт IV успадкував престол Австрії. До складу його володінь входило тільки власне герцогство Австрія (сучасна земля Нижня Австрія і східна частина землі Верхня Австрія), а також Крайна. Решта володінь Габсбургів згідно з Нойберзькою угодою 1379 року належали двоюрідним братам Альбрехта IV Леопольдинської лінії. Міжусобиці з братами стали характерною рисою усього правління Альбрехта IV в Австрії. У 1398 році Альбрехт здійснив паломництво до Єрусалима і його було посвячено у лицарі на Гробі Господньому.
Окрім конфліктів з Леопольдинською лінією Габсбургів, Альбрехт IV брав активну участь у боротьбі за владу між спадкоємцями імператора Карла IV. Вже у 1394 році Альбрехт встановив союзні стосунки з маркграфом Йостом Моравським проти його брата імператора Вацлава IV. Це призвело до серії прикордонних сутичок з Прокопом, молодшим моравським правителем й прибічником імператора.
У 1402 році Альбрехт IV уклав угоду з угорським королем Сигізмундом, спрямовану проти Вацлава IV та Йоста Моравського. Сигізмунд, що відчував нагальну потребу у воєнній та фінансовій допомозі, обіцяв Габсбургам передати їм Бранденбург, а також право на спадкування по його смерті королівських престолів Чехії й Угорщини. Сигізмунду вдалось захопити у полон Вацлава IV, якого він передав Альбрехту IV. Імператор перебував у Відні під арештом з осені 1402 до осені 1403 років, після чого йому вдалось втекти.
У 1404 році австрійські війська взяли в облогу Зноймо, яким володів супротивник Сигізмунда Йост Моравський, однак у військах спалахнула епідемія шигельозу (тоді називали дизентерією), від якої й помер Альбрехт IV. Існує версія, що його отруїли, а віденський лікар, що лікував його, використовував звичайний для того часу спосіб лікування: повісив герцога вниз головою, очікуючи, що отрута сама вийде з тіла.

## Родина
Дружина — Іоганна Віттельсбах (1377 — 1410), дочка Альбрехта I, герцога Баварії-Штраубінг. 
Діти:
- Маргарита (1395–1447) — у шлюбі з Генріхом XVI, герцогом Баварії-Ландсхут
- Альбрехт V (1397–1439) — герцог Австрії, король Угорщини, Чехії й Німеччини